# Strefa interesów (KL Auschwitz)

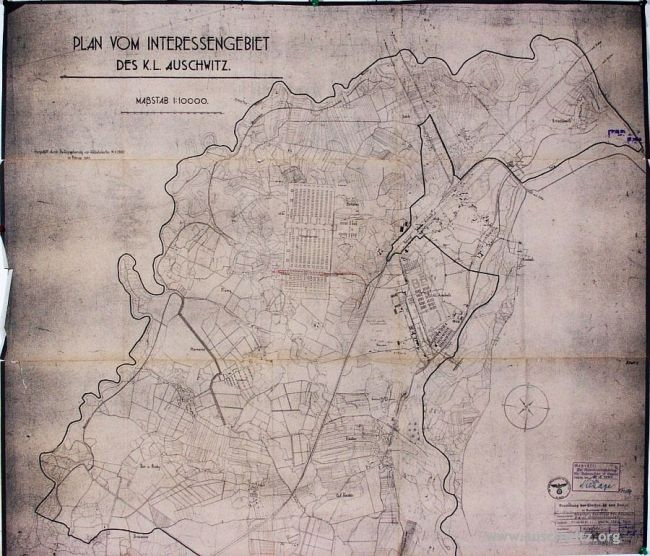
Plan strefy interesów obozu z 1941

Strefa interesów (także: strefa interesów obozu, strefa interesów KL Auschwitz lub obszar interesów) (niem. Interessengebiet) – termin używany na określenie obszaru wokół kompleksu obozowego Auschwitz zastrzeżonego dla Schutzstaffel (SS), podlegającego administracji macierzystego obozu. Strefa została utworzona przez władze obozowe w 1941 w celu: 
- usunięcia z tych terenów ludności polskiej i przejęcia z jej rąk gruntów rolnych,
- prowadzenia rzekomej reedukacji więźniów poprzez wykorzystywanie ich pracy na roli,
- uzyskania przez SS korzyści finansowych pochodzących ze sprzedaży wyprodukowanych płodów rolnych,
- utrudnienia kontaktu więźniów z lokalnymi mieszkańcami,
- a także realizacji planu stworzenia dla rolników z Niemiec przynajmniej dwóch wzorcowych wiosek szkoleniowych dla zbrojnych rolników (Wehrbauern) na tych terenach[3][7].

## Powstanie strefy
Inicjatorem tworzenia strefy był komendant KL Auschwitz Rudolf Höß. Kilka tygodni po utworzeniu głównego obozu Auschwitz i po pierwszej udanej ucieczce polskiego więźnia w lipcu 1940, odpowiedzialny za ten teren wyższy dowódca SS i policji Erich von dem Bach-Zelewski nakazał wypędzenie miejscowej ludności ze strefy położonej w promieniu 5 kilometrów. Utworzenie tej strefy miało na celu uniemożliwienie ucieczek więźniów i udzielania pomocy uciekinierom przez miejscową ludność. W pierwszej kolejności wysiedlono mieszkańców lewobrzeżnej dzielnicy Oświęcimia Zasole. Opuszczone domy wykorzystywali później dowódcy załogi SS obozu i ich rodziny. Na przełomie 1940/41 „teren rozbudowy obozu w Auschwitz był tak duży, że w pierwszym ogólnym planie zagospodarowania należało dokonać rozróżnienia pomiędzy zabudowaniami obozowymi dla więźniów, terenem przemysłowym, warsztatami, terenem koszarowym, obozem dowodzenia wojskiem, miejscami osadnictwa SS i terenami rolniczymi”.
Przygotowania do utworzenia wokół KL Auschwitz strefy rozpoczęły się w listopadzie 1940. Höß przekonał do swoich pomysłów Reichsführera-SS Heinricha Himmlera.
Zachowane pierwsze plany z lutego 1941 przewidywały objęcie strefą całego Zasola, pasa terenu na prawym brzegu Soły w rejonie ulicy Kamieniec, a także obszar wsi: Broszkowice, Babice, Brzezinka, Pławy, Harmęże, Rajsko, Budy i Bór. Nie wiadomo dokąd dokładanie miała sięgać granicy strefy w południowej części, bowiem plan tych granic jeszcze nie określał. Po konsultacjach z niemieckimi władzami Oświęcimia z planów strefy wyłączono stację kolejową w Oświęcimiu oraz wiodący do niej korytarz. Z kolei przedstawiciele IG Farben oponowali, by część wsi Babice pozostała poza strefą, tak by po wysiedleniu Polaków domy mogły być przekazane do dyspozycji niemieckich osadników, ale Höß nie zaakceptował ich wniosku. Równocześnie wyłączył ze strefy część Starych Stawów na prawym brzegu rzeki Soły. W innych zachowanych planach z tego okresu strefa miała w południowej części obejmować Wilczkowice, Łęki i Skidziń.
Prawdopodobnie po inspekcji obozu dokonanej 1 marca 1941 przez Himmlera, został przez niego wydany formalny rozkaz, by na terenach wokół kompleksu obozowego utworzyć gospodarstwa rolne i hodowlane. W związku z tym marcu/kwietniu 1941 wysiedlono polskich mieszkańców wsi Babice, Budy, Rajsko, Brzezinka, Broszkowice, Pławy i Harmęże. Mieszkańcy musieli zostawić swój dobytek, a sami byli wykorzystywani jako wykwalifikowani robotnicy. Znaczna część opuszczonych budynków była wyburzana rękami więźniów, by stworzyć przestrzeń dla rozrastającego się kompleksu obozowego.
Sprawozdanie SS-Untersturmfuhrera Heinricha Schwarza z 17 marca 1941 opisywało, że planem wysiedlenia miała podlegać ludność mieszkająca na terenie Oświęcimia, Brzezinki, Harmęż, Boru, Pławów, Babic, Broszkowic, Klucznikowic, Starych Stawów, Rajska, Bud, Jawiszowic, Skidzinia i Dankowic. Do takiego rozszerzenia strefy jednak nie doszło.
Również w marcu 1941 Himmler podjął decyzję o budowie drugiego obozu w Brzezince (Auschwitz II – Birkenau), w odległości trzech kilometrów od obozu głównego, który jako największy obóz zagłady w narodowosocjalistycznej Rzeszy Niemieckiej stał się centralnym miejscem Zagłady Żydów. Dlatego też kierownictwo budowy kompleksu Auschwitz zaplanowało już utworzenie takiej strefy interesów dla całego rozbudowywanego kompleksu obozowego.
31 maja 1941 teren wokół KL Auschwitz-Birkenau został oficjalnie uznany za strefę interesów KL Auschwitz. O ile charakterystyczną granicą dla wielu obozów koncentracyjnych była długa linia ogrodzeń z drutów kolczastych wraz z posterunkami i wieżami strażniczymi, to w odniesieniu do Auschwitz-Birkenau należy mówić również o dodatkowej quasi-granicy wokół utworzonej „strefy interesów”, której rolą było usunięcie z otoczenia obozu świadków dokonywanych tam zbrodni oraz utrudnienie nawiązywania przez więźniów kontaktów ze światem zewnętrznym. W sensie fizycznym owa quasi-granica nie stanowiła linii ani szeregu obiektów w postaci ciągu drutów kolczastych czy posterunków strażniczych, ale pełniła funkcję drugiego elementu granicy i była stale patrolowana przez esesmanów.

Granice Interessengebiet KZ Auschwitz (strefy interesów KL Auschwitz)

## Granice strefy interesów KL Auschwitz
W ostatecznej formie strefa interesów KL Auschwitz rozciągała się w rozwidleniu Wisły i Soły, w granicach przebiegających wzdłuż Soły od Broszkowic do wsi Bielany, i dalej poprzez Łęki, Skidzin, Wilczkowice koło Brzeszcz do Wisły, i wzdłuż jej biegu do ujścia Soły pod Broszkowicami. Strefa interesów stanowiła osobny, wydzielony okręg administracyjny (Amtsbezirk). Kierował nim komendant macierzystego obozu (Auschwitz I).

## Plany późniejszego rozwoju
Komendant KL Auschwitz Rudolf Höß chciał, by po zakończeniu rozbudowy obozu móc zatrudniać więźniów. Wyhodowane płody miały być spieniężane i tym samym stanowić przychód SS. Zgodnie z jego planem przyszła strefa interesów miała w przyszłości funkcjonować jako esesmańskie specjalistyczne gospodarstwa rolne. Początkowo kompleksem zarządzał wydział rolny przy komendanturze KL Auschwitz (Abteilung Landwirtschaft), który od sierpnia 1942 funkcjonował pod nazwą: Obozowe Gospodarstwa Rolne przy KL Auschwitz (Landwirtschaftsbetriebe beim KL Auschwitz). W marcu 1942 szefem tej struktury został agronom SS-Oberführer dr Joachim Cäsar.
W skład kompleksu miały także wejść: duży magazyn zboża i pasz, a także młyn, piekarnia, mleczarnia i rzeźnia. Miały być w znacznej mierze nastawione na zagospodarowanie płodów rolnych uzyskanych w gospodarstwach należących do SS. Funkcjonowanie tych struktur powierzono przedsiębiorstwu Deutsche Lebensmittel GmbH, którego kierownictwo objął SS-Untersturmführer Friedrich Engelbrecht. Strefa zajmowała powierzchnię 40 km².